# (1922) Zulu
(1922) Zulu ist ein Asteroid des Hauptgürtels, der am 25. April 1949 von dem südafrikanischen Astronomen E. L. Johnson, vom Union-Observatorium in Johannesburg aus, entdeckt wurde. 
Der Name des Asteroiden ist von der Volksgruppe der Zulu in Südafrika abgeleitet.